# Красне Перше (Куп'янський район)
Кра́сне Перше — село в Україні, у Дворічанській селищній громаді Куп'янського району Харківської області. Населення становить 84 осіб. До 2020 орган місцевого самоврядування — Кам'янська сільська рада.

## Географія
Село Красне Перше знаходиться на відстані 1 км від річки Оскіл (правий берег) і за 4,5 км від річки Верхня Дворічна (лівий берег), до села примикають великі лісові масиви: урочище Кірьянівський Ліс і урочище Заливний Ліс (дуб), за 2 км південніше — колишнє село Красне Друге.

## Історія
1925 — дата заснування.
12 червня 2020 року, відповідно до Розпорядження Кабінету Міністрів України  № 725-р «Про визначення адміністративних центрів та затвердження територій територіальних громад Харківської області», увійшло до складу Дворічанської селищної громади.
19 липня 2020 року, в результаті адміністративно - територіальної реформи та ліквідації Дворічанського району, село увійшло до складу Куп'янського району Харківської області.
Село тимчасово окуповане російськими військами 24 лютого 2022 року. З 20 жовтня село звільнене від російських загарбників.
7 лютого 2023 року окупанти обстріляли село
22 червня 2023 року рішенням №230 Національної комісії зі стандартів державної мови віднесено до списку населених пунктів, які «можуть не відповідати лексичним нормам української мови», зокрема стосуватися «російської імперської чи колоніальної політики». Громаді рекомендовано обґрунтувати доцільність збереження поточної назви або запропонувати нову назву в установленому законодавством порядку.

## Економіка
- В селі є молочно-товарна ферма.

## Пам'ятки
Біля села розташований ботанічний заказник місцевого значення «Червоний».